# Riski
Pour les articles homonymes, voir Goldman.
Riski ou Riski Metekson (anciennement Metek), né Manuel Goldman le 26 septembre 1979 à Paris, est un rappeur et auteur français.

## Biographie
Né à Paris, Riski est le fils de la documentariste Christiane Succab et du journaliste et écrivain Pierre Goldman, assassiné quelques jours avant la naissance de son fils, ainsi que le neveu du musicien Jean-Jacques Goldman. Il collabore avec les magazines L'Affiche et Groove — où il s'occupe du rap américain —, ainsi qu'à l'émission de radio Sang d'encre sur Générations.
En groupe, la carrière de Metek commence dans les années 1990 avec Les Refrès (au sein du collectif ATK) : il sort le maxi Aussi simple que vrai, précédant l'album Qu'est ce que t'as fait à l'école ? qui voit le jour en 2000. Il collabore notamment par la suite avec les X-Men, Le Rat Luciano, Ghetto Diplomats avant d'évoluer aux côtés d'Emotion Lafolie, Tony Lunettes et Waslo Dillegi au sein de la formation Noir Fluo. Il écrit notamment le titre phare du groupe, Le produit, issu du seul projet jamais sorti par Noir Fluo, la mixtape La ride, en 2011.
Ce déjà vétéran du hip-hop français publie en mai 2014 son premier album solo, Riski, sous le label indépendant Bad Cop Bad Cop. À ce moment le nom de scène de Manuel Goldman est encore Metek. L'album connaît un franc succès d'estime, et reçoit des critiques élogieuses de la part de la presse, spécialisée ou non.
Par la suite, en mars 2015, il publie l'EP Matière noire, composé de cinq titres et disponible uniquement sur internet. Plusieurs projets courts suivront : 26, Tercian et Oh Mon Dieu, tous les trois parus en 2018. Trois nouvelles sorties ont vu le jour en 2020 : l'EP Piscines, le bootleg Ghost Years et le deux titres Z, paru le 13 décembre 2020.

## Discographie

### Album studio
- 2014 : Riski (Metek - éd. Bad Cop Bad Cop)
- 2023 : Paris vaut bien une messe (Riski - éd. Bad Cop Bad Cop)

### Mixtape
- 2014 : Paris 75021 (Metek - éd. Bad Cop Bad Cop)
- 2020 : Ghost Years (Metek - éd. Bad Cop Bad Cop)
- 2021 : Les Années Collège (Metek - éd. Bad Cop Bad Cop)

### EPs
- 2015 : Matière Noire (Riski - éd. Bad Cop Bad Cop)
- 2018 : 26 (Riski - éd. Bad Cop Bad Cop)
- 2018 : Tercian (Riski - éd. Bad Cop Bad Cop)
- 2018 : Oh Mon Dieu (Riski - éd. Bad Cop Bad Cop)
- 2020 : Piscines (Riski - éd. Bad Cop Bad Cop)
- 2020 : Z (Riski - éd. Bad Cop Bad Cop)
- 2024 : Pogrom Days (Riski - éd. Bad Cop Bad Cop)

### Albums collaboratifs
- 1996 : Aussi simples que vrais (maxi ; avec Les Refrès)
- 1998 : Pousse les murs (maxi ; avec Les Refrès)
- 2000 : Qu'est ce que t'as fait à l'école (maxi ; avec Les Refrès)
- 2011 : La Ride (maxi ; avec Noir Fluo)
- 2021 : Camo Life (EP; Riski en duo avec Loto - éd. Bad Cop Bad Cop x Fusils À Pompe)
- 2025 : GLOCC26 (EP; Riski en duo avec wasting shit)